# Кульматичі
Кульма́тичі — село в Україні, у Яворівському районі Львівської області. Населення становило 41 осіб на початок 2024 року.

## Населення

### Мова
Розподіл населення за рідною мовою за даними перепису 2001 року:
| Мова       | Кількість | Відсоток |
| ---------- | --------- | -------- |
| українська | 128       | 100%     |

## Історія
Перша письмова згадка про село датується 6 січня (13 січня за новим стилем) 1391 року.
У селі народився граф Володимир Адам Олександр Лось, політик та державний діяч часів Австро-Угорщини.

## Сучасність

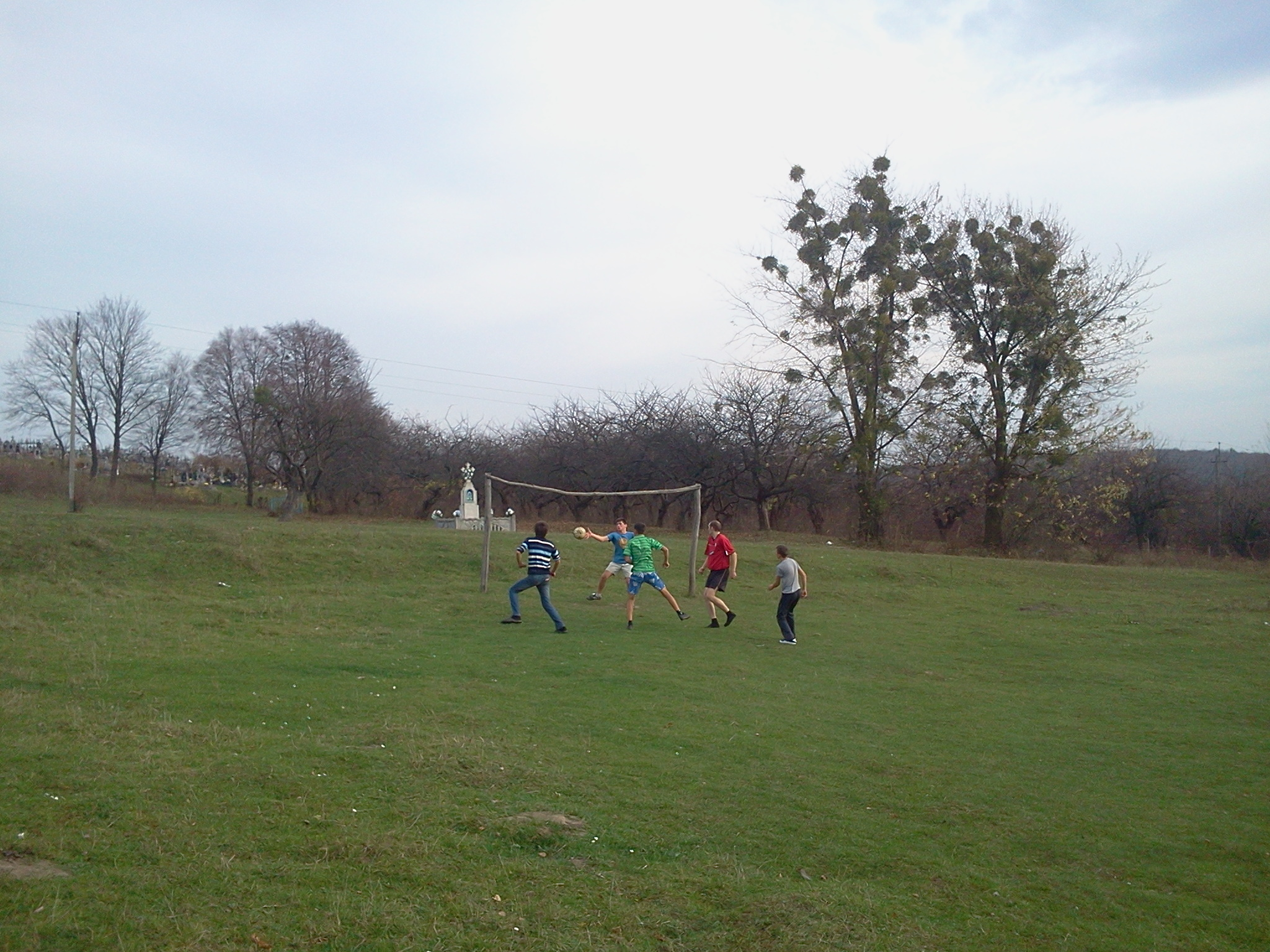
Футбольне поле в Кульматичах

У селі є церква Успіння Пресвятої Богородиці місцевої громади ПЦУ.